# Premio Joseph Kessel
El premio Joseph Kessel es un galardón literario que distingue al autor de una obra en lengua francesa, ya sea de viajes, biografía, relato de viaje, relato documental o ensayo, en la línea del escritor francés Joseph Kessel .

## Historia
Como parte de su acción cultural y de los grandes premios que concede cada año, la Sociedad Civil de Autores Multimedia creó en 1991 el premio literario denominado SCAM y dotado con 5 000 euros. Desde 1997, este premio lleva el nombre de Joseph Kessel en homenaje al escritor, reportero y explorador francés desaparecido en 1979. El premio reconoce al autor de una obra en lengua francesa de alta calidad literaria, ya sea de viajes, biografía, cuento o ensayo.
La SCAM, empresa de gestión colectiva de derechos, representa a los autores de obras escritas, audiovisuales y radiofónicas de carácter documental.
El jurado se renueva periódicamente y, entre otros, han formado parte del jurado: Tahar Ben Jelloun, Jean-Marie Drot, Michèle Kahn (fundadora del premio y presidenta del jurado hasta 2002), Pierre Haski, Gilles Lapouge, Michel Le Bris, Érik Orsenna, Patrick Rambaud, Jean-Christophe Rufin, André Velter y Olivier Weber (presidente del jurado).

## Laureados
| Año  |  | Autor                            | Título                                                     | Editor                     |
| ---- |  | -------------------------------- | ---------------------------------------------------------- | -------------------------- |
| 1991 |  | Michel Deguy                     | Au sujet de Shoah, le film de Claude Lanzmann              | Éditions Belin             |
| 1992 |  | Serge Daney                      | Devant la recrudescence des vols de sacs à main            | Éditions Arléa             |
| 1993 |  | Régis Debray                     | Vie et Mort de l'image. Une histoire du regard en occident | Gallimard                  |
| 1994 |  | Daniel Schneidermann             | Arrêts sur images                                          | Éditions Fayard            |
| 1995 |  | Yves Courrière                   | Pierre Lazareff ou le Vagabond                             | Gallimard                  |
| 1996 |  | Jean-Claude Guillebaud           | Écoutez voir !                                             | Éditions Arléa             |
| 1997 |  | Jean-Paul Kauffmann              | La Chambre noire de Longwood                               | Éditions de la Table ronde |
| 1998 |  | Olivier Weber                    | Lucien Bodard, un aventurier dans le siècle                | Éditions Plon              |
| 1999 |  | Christian Millau                 | Au galop des hussards                                      | Éditions de Fallois        |
| 2000 |  | Geneviève Moll                   | Yvonne de Gaulle                                           | Éditions Ramsay            |
| 2001 |  | Bernard Ollivier                 | Longue Marche                                              | Éditions Phébus            |
| 2002 |  | Gilles Lapouge                   | La Mission des frontières                                  | Albin Michel               |
| 2003 |  | Alain Borer                      | Koba                                                       | Seuil                      |
| 2004 |  | Jean Hatzfeld                    | Une saison de machettes                                    | Seuil                      |
| 2005 |  | Anne Vallaeys                    | Médecins sans frontières, la biographie                    | Éditions Fayard            |
| 2006 |  | Pierre Haski                     | Le Sang de la Chine                                        | Grasset                    |
| 2007 |  | Pierre Kalfon                    | Pampa                                                      | Seuil                      |
| 2008 |  | Sorj Chalandon                   | Mon traître                                                | Grasset                    |
| 2009 |  | Erik Orsenna                     | L'Avenir de l'eau                                          | Fayard                     |
| 2010 |  | Florence Aubenas                 | Le Quai de Ouistreham                                      | Éditions de l'Olivier      |
| 2011 |  | Eugène Nicole                    | Œuvre des mers]]                                           | Éditions de l'Olivier      |
| 2012 |  | Rithy Panh y Christophe Bataille | L'Élimination                                              | Grasset                    |
| 2013 |  | Lionel Duroy                     | L'Hiver des hommes                                         | Julliard                   |
| 2014 |  | Thomas B. Reverdy                | Les Évaporés                                               | Flammarion                 |
| 2015 |  | Éric Vuillard                    | Tristesse de la terre                                      | Actes Sud                  |
| 2016 |  | Catherine Poulain                | Le Grand Marin                                             | Éditions de l'Olivier      |
| 2017 |  | Jean-Pierre Perrin               | Le Djihad contre le rêve d'Alexandre                       | Seuil                      |
| 2018 |  | Marc Dugain                      | Ils vont tuer Robert Kennedy                               | Gallimard                  |
| 2019 |  | Cécile Hennion                   | Le Fil de nos vies brisées                                 | Éditions Anne Carrière     |
| 2020 |  | Nastassja Martin                 | Croire aux fauves                                          | Éditions Verticales        |
| 2021 |  | Jean Rolin                       | Le Pont de Bezons                                          | P.O.L                      |
| 2022 |  | Patrick Deville                  | Fenua                                                      | Seuil                      |
| 2023 |  | Sibylle Grimbert                 | Le Dernier des siens                                       | Éditions Anne Carrière     |
| 2024 |  | Velibor Čolić                    | Guerre et Pluie                                            | Gallimard                  |